# Восточно-Сибирское книжное издательство
«Восто́чно-Сиби́рское кни́жное изда́тельство» — советское государственное и российское частное издательство. Основано в 1963 году в Иркутске. Ликвидировано в 2001 году.

## История
Основано в 1963 году в результате объединения «Иркутского областного книжного издательства» и «Читинского областного книжного издательства».
В 1970-е годы «Восточно-Сибирское книжное издательство» стало одним из крупнейших региональных издательств СССР. Оно выпускало книги писателей В. Г. Распутина, А. В. Вампилова, Г. Н. Машкина, А. В. Зверева, Д. Г. Сергеева, В. М. Шугаева, Е. А. Суворова, А. М. Шастина, С. Б. Китайского, А. С. Гурулёва, Г. Пакулова, А. К. Горбунова, М. Е. Трофимова, М. Д. Сергеева, Е. В. Жилкиной, Р. В. Филиппова, учёных Н. А. Флоренсова, Х. Г. Ходоса, Г. И. Галазия, А. Г. Шантурова, И. И. Кузнецова, С. Ф. Коваля, В. Т. Агалакова, С. К. Устинова, Г. А. Вендриха, Н. П. Ладейщикова, В. П. Трушкина, Н. С. Тендитник, а также серии «Полярная звезда» и «Литературные памятники Сибири».
В 1990-е годы положение издательства сильно ухудшилось в связи с акционированием и выходом из системы Государственного комитета Совета Министров СССР по делам издательств, полиграфии и книжной торговли. В 2001 году издательство было ликвидировано.
| Статистика по объёмам производства. 1979—1990 годы | Статистика по объёмам производства. 1979—1990 годы | Статистика по объёмам производства. 1979—1990 годы | Статистика по объёмам производства. 1979—1990 годы | Статистика по объёмам производства. 1979—1990 годы | Статистика по объёмам производства. 1979—1990 годы | Статистика по объёмам производства. 1979—1990 годы | Статистика по объёмам производства. 1979—1990 годы | Статистика по объёмам производства. 1979—1990 годы |
| —                                                  | 1973                                               | 1974                                               | 1980                                               | 1992                                               | 1998                                               | 1999                                               | 2000                                               | 2001                                               |
| -------------------------------------------------- | -------------------------------------------------- | -------------------------------------------------- | -------------------------------------------------- | -------------------------------------------------- | -------------------------------------------------- | -------------------------------------------------- | -------------------------------------------------- | -------------------------------------------------- |
| Книг и брошюр, печатных единиц                     | 12                                                 | 18                                                 | 80                                                 | 50                                                 | 11                                                 | 14                                                 | 4                                                  | —                                                  |
| Тираж, тыс. экз.                                   | 1195                                               | 1225                                               | 5000                                               | н. д.                                              | н. д.                                              | н. д.                                              | н. д.                                              | —                                                  |
| Печатных листов-оттисков, тыс.                     | 6855                                               | 9120                                               | н. д.                                              | н. д.                                              | н. д.                                              | н. д.                                              | н. д.                                              | —                                                  |

## Руководители
- 1964—1968 — главный редактор В. Г. Фридман
- 1975—1991 — директор Юрий Иванович Бурыкин
- 1991-19?? — директор Ольга Евгеньевна Арбатская
- 1993—1995 — главный редактор Лина Викторовна Иоффе

## Награды
- 1984 — лауреат Премии Иркутского комсомола имени И. П. Уткина «за большую работу с молодыми авторами» (художественная редакция издательства)[5].